# Mesochorus venustus
Mesochorus venustus är en stekelart som beskrevs av Dasch 1974. Mesochorus venustus ingår i släktet Mesochorus och familjen brokparasitsteklar. Inga underarter finns listade i Catalogue of Life.